# 横浜市立南吉田小学校
横浜市立南吉田小学校（よこはましりつ みなみよしだしょうがっこう）は、神奈川県横浜市南区高根町2-14にある公立小学校。

## 概要
2018年6月現在、全校児童数は740人だが、中国人は307人で生徒の約4割が中国人と日本で最も中国人が多い学校の一つ。
中国人以外にも韓国・朝鮮やフィリピンやバングラデシュなどの国籍を持つ人が在校しており多文化共生に力を注いでいる。
公益社団法人落語芸術協会五代目会長、横浜にぎわい座二代目館長などを歴任した桂歌丸の出身校である。

## 沿革
出典：
- 1905年（明治38年）3月 - 横浜市立第三高等小学校として創立。
- 1908年（明治41年） - 横浜市立尋常高等南吉田小学校と改称。
- 1920年（大正9年） - 保護者会が設立。
- 1922年（大正11年） - 後援会が設立。
- 1923年（大正12年）9月1日 - 12時頃に発生した関東大震災により校舎が焼失。
- 1926年（大正15年） - 新校舎が落成。
- 1933年（昭和8年）4月 - 横浜市南吉田尋常小学校と改称される。
- 1947年（昭和22年）4月 - 現在の学校名である横浜市立南吉田小学校と改称。
- 1949年（昭和24年）4月 - 育友会(PTA)が発足された発足当初の会員数は2598名だった。
- 1955年（昭和30年）4月 - 創立50周年を記念し校歌が作曲された。
- 1980年（昭和55年）3月 - 鉄筋4階建の校舎と体育館が竣工。
- 2004年（平成16年）2月 - 児童100周年記念式典挙行（記念モニュメント除幕式）。
- 2019年（平成31年・令和元年）
  - 4月 - 放課後キッズクラブ開設。
  - 5月 - 仮設校舎竣工。
- 2020年（令和2年）9月 - 西トイレと体育館フロアを改修。

## 校区
- 中区[3]

曙町3丁目33番地から39番地まで、42番地から44番地まで、4丁目47番地から49番地まで、54番地から57番地まで、59番地から62番地まで、5丁目64番地から67番地まで、72番地、73番地、扇町、翁町、寿町、千歳町、長者町1丁目から4丁目まで、万代町、富士見町、不老町、松影町、三吉町、山田町、弥生町3丁目から5丁目まで、吉浜町2番地
- 南区

浦舟町、永楽町、白妙町、高根町、真金町、万世町